# Lycée Alexandre-Pétion
Le lycée Alexandre-Pétion est le plus ancien lycée de Port-au-Prince. Il fut créé en 1816.

## Historique
L’établissement secondaire porta d'abord le nom de Grand Collège de Port-au-Prince. Il prit plus tard, le nom du fondateur du premier lycée de la capitale, Alexandre Pétion. 
Le lycée était situé initialement dans l’ancien local de la Faculté des Sciences, entre les rues Monseigneur Guilloux, de Conty ou de l’Égalité. L'établissement secondaire fut transféré sous le Second Empire (1852 – 1870) à l’emplacement actuel, rue Borgella, près de l’ancienne administration des Finances de la colonie française de Saint-Domingue et à côté de la cathédrale de Port-au-Prince. Parmi ses nombreux directeurs, l'historien et diplomate haïtien Horace Pauléus Sannon fut le proviseur du lycée Alexandre-Pétion de Port-au-Prince dans l'entre-deux-guerres.
L’inauguration partielle du nouveau bâtiment, conçu par l’architecte Georges Baussan, a lieu le 7 janvier 1906, sous la présidence de Nord Alexis. 
Plusieurs professeurs du lycée Pétion ont marqué l'histoire d'Haïti, dont Daniel Fignolé, qui y enseigna les mathématiques avant de se lancer dans l'action syndicale et de devenir président provisoire de la République d'Haïti en 1957.

## Le lycée Pétion sous le régime Duvalier
Le directeur du lycée Pétion, Marcel Gilbert, fonda en 1957 l'Union nationale des maîtres de l'enseignement secondaire (UNMES). En 1959, le lycée est temporairement fermé par le régime de François Duvalier, qui l'accusait d'être infiltré par les communistes. Marcel Gilbert fut suspendu et emprisonné et l'UNMES dissoute.

## Histoire récente
Le lycée Alexandre-Pétion est le premier établissement secondaire d'Haïti de cette envergure. Il compte environ 2 200 élèves.
Il a mal vieilli, ses locaux sont devenus vétustes et sa cour de récréation a été réaménagée. Le séisme de 2010 en Haïti a fini d'achever les bâtiments, qui furent en grande partie détruits.
Le lycée reconstruit a été inauguré le 8 octobre 2015, une semaine avant l'inauguration du lycée Toussaint-Louverture, également reconstruit.
Après avoir adressé une pétition au gouvernement en mai pour décrier l'insécurité que font régner des gangs rivaux à Bel-Air, l'école ferme ses portes pour l'année en juin 2021, à la suite de la blessure par balle d'un censeur de l'école.

## Personnalités liées au lycée

### Élèves
- Dantès Louis Bellegarde
- Monferrier Dorval
- François Duvalier
- Franck Etienne
- Ady Jean Gardy
- Louis-Joseph Janvier
- Léon Laleau
- Jean Price Mars
- Amos Cincir

### Professeurs
- Daniel Fignolé
- Marcel Gilbert
- Fernand Hibbert